# Мэн Да
Мэн Да (кит. трад. 孟達, упр. 孟达, пиньинь Mèng Dá, ?-228), взрослое имя Цзыцзи́н (кит. 子敬, пиньинь Zǐjìng), впоследствии изменено на Цзыду́ (кит. 子度, пиньинь Zidu) — военный деятель империи Восточная Хань и периода Троецарствия.

## Биография
Мэн Да был родом из уезда Мэйсянь округа Юфуфэн (современный уезд Мэйсянь городского округа Баоцзи провинции Шэньси). Когда в начале III века в стране разразился голод, то Мэн Да и его друг Фа Чжэн перебрались в провинцию Ичжоу (занимала Сычуаньскую котловину). Сначала служил управлявшему Ичжоу губернатору Лю Чжану, а когда провинция была захвачена Лю Бэем — перешёл к нему. Лю Бэй сделал его управляющим Иду и поручил оборону Цзянлина. Так как иероглиф «Цзин» входил в имя дяди Лю Бэя, то из-за практики табу на имена Мэн Да изменил имя с «Цзыцзин» на «Цзыду».
В конце 219 года войска Сунь Цюаня, ведомые Люй Мэном, вторглись в контролировавшуюся Лю Бэем южную часть провинции Цзинчжоу, и окружили войска оставленного её защищать Гуань Юя. Гуань Юй запросил помощи у Мэн Да и Лю Фэна, но те отказались её предоставить, в результате чего Гуань Юй был схвачен врагом и казнён. Боясь наказания за неоказание помощи Гуань Юю, Мэн Да с отрядом в 4.000 солдат перешёл на сторону соперничавшего с Лю Бэем Цао Пэя.
Низложив императора Сянь-ди, Цао Пэй провозгласил образование нового царства Вэй. Объединив округа Фанлин, Шанъюн и Сичэн он создал новый округ Синьчэн, и сделал Мэн Да его главой, поручив ему оборонять юго-западные границы страны.
Ставший после смерти Лю Бэя фактическим правителем царства Шу Чжугэ Лян попытался переманить Мэн Да обратно на сторону Шу. Когда Чжугэ Лян начал свои северные походы, то Мэн Да восстал и перешёл на его сторону. Однако генерал Сыма И, перехвативший переписку Мэн Да, был к этому готов, и заранее тайно передвинул свои войска к лагерю Мэн Да. Всего через восемь дней войска Сыма И вошли в Синьчэн и захватили Мэн Да врасплох. Восстание было подавлено, а сам Мэн Да — казнён.